# Sălcuța (Dolj)
Sălcuţa (in ungherese Fűzkút, in tedesco Feisket) è un comune della Romania di 2 354 abitanti, ubicato nel distretto di Dolj, nella regione storica dell'Oltenia.
Il comune è formato dall'unione di 4 villaggi: Mârza, Plopșor, Sălcuța, Tencănău.